# Куллімаа (Тюрі)
Ку́ллімаа (ест. Kullimaa küla) — село в Естонії, у волості Тюрі повіту Ярвамаа.

## Населення
Чисельність населення на 31 грудня 2011 року становила 17 осіб.

## Географія
Через населений пункт проходить автошлях 19244 (Риуза — Кяру).

## Історія
До 22 жовтня 2017 року село входило до складу волості Кяру повіту Рапламаа.